# Ihar Boki
Ihar Alexándrovich Boki –en bielorruso, Игорь Александрович Бокий– (28 de junio de 1994) es un deportista bielorruso que compite en natación adaptada. Ganó veinte medallas en los Juegos Paralímpicos de Verano en los años 2012 y 2024.

## Palmarés internacional
| Juegos Paralímpicos | Juegos Paralímpicos     | Juegos Paralímpicos | Juegos Paralímpicos |
| Año                 | Lugar                   | Medalla             | Prueba              |
| ------------------- | ----------------------- | ------------------- | ------------------- |
| 2012                | Londres (Reino Unido)   | Medalla de oro      | 100 m espalda S13   |
| 2012                | Londres (Reino Unido)   | Medalla de oro      | 100 m mariposa S13  |
| 2012                | Londres (Reino Unido)   | Medalla de oro      | 200 m estilos SM13  |
| 2012                | Londres (Reino Unido)   | Medalla de oro      | 100 m libre S13     |
| 2012                | Londres (Reino Unido)   | Medalla de oro      | 400 m libre S13     |
| 2012                | Londres (Reino Unido)   | Medalla de plata    | 50 m libre S13      |
| 2016                | Río de Janeiro (Brasil) | Medalla de oro      | 100 m espalda S13   |
| 2016                | Río de Janeiro (Brasil) | Medalla de oro      | 100 m mariposa S13  |
| 2016                | Río de Janeiro (Brasil) | Medalla de oro      | 200 m estilos SM13  |
| 2016                | Río de Janeiro (Brasil) | Medalla de oro      | 50 m libre S13      |
| 2016                | Río de Janeiro (Brasil) | Medalla de oro      | 100 m libre S13     |
| 2016                | Río de Janeiro (Brasil) | Medalla de oro      | 400 m libre S13     |
| 2016                | Río de Janeiro (Brasil) | Medalla de bronce   | 100 m braza SB13    |
| 2020                | Tokio (Japón)           | Medalla de oro      | 50 m libre S13      |
| 2020                | Tokio (Japón)           | Medalla de oro      | 400 m libre S13     |
| 2020                | Tokio (Japón)           | Medalla de oro      | 100 m espalda S13   |
| 2020                | Tokio (Japón)           | Medalla de oro      | 100 m mariposa S13  |
| 2020                | Tokio (Japón)           | Medalla de oro      | 200 m estilos SM13  |
| 2024                | París (Francia)         | Medalla de oro      | 100 m espalda S13   |
| 2024                | París (Francia)         | Medalla de oro      | 100 m mariposa S13  |